# Cassa di Risparmio di Bolzano
La società Cassa di Risparmio di Bolzano S.p.A., in ted. Südtiroler Sparkasse A.G., è un istituto di credito regionale altoatesino, fondato nel 1854 come Sparkasse der Stadt Bozen (Ente Creditizio pubblico del Regno austro-ungarico) diventa dal 1920 Sparkasse di Bolzano (Ente Creditizio pubblico del Regno italiano della Venezia Tridentina) e con la fusione con le altre sei autonome Casse di Risparmio altoatesine Sparkasse di Ortisei, Sparkasse di Merano, Sparkasse di Silandro, Sparkasse di Brunico, Sparkasse di Bressanone, Sparkasse di Vipiteno dal 1935 la Cassa di Risparmio della provincia di Bolzano, nuovo Ente pubblico creditizio del Regno italiano che fà parte di Ente di Credito Italiano. La Cassa di Risparmio della provincia di Bolzano riceve dal 1948 in aggiunta il nome ted. Sparkasse der Provinz Bozen, che diventa dal 1972 al 1992 Südtiroler Landessparkasse. Con la privatizzazione dell'Ente Creditizio Pubblico regionale diventa da ago.1992 la società ad azioni Cassa di Risparmio di Bolzano SPA, ted. Südtiroler Sparkasse A.G., che ha dal 2008 una sede estera tedesca che diventa dal 2012 l'autonoma banca estera omonima Südtiroler Sparkasse AG Niederlassung München. La Cassa di Risparmio ha un capitale sociale di 469,33 milioni di euro.

## Storia

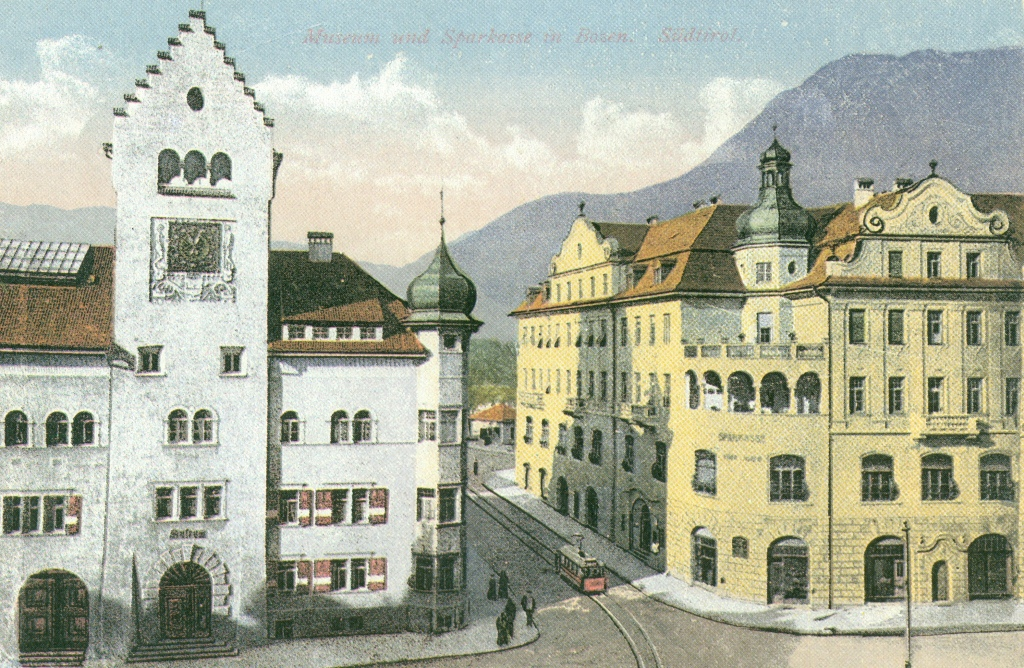
La sede centrale della Cassa di Risparmio nel 1920, a destra, prima del rifacimento da parte del regime fascista

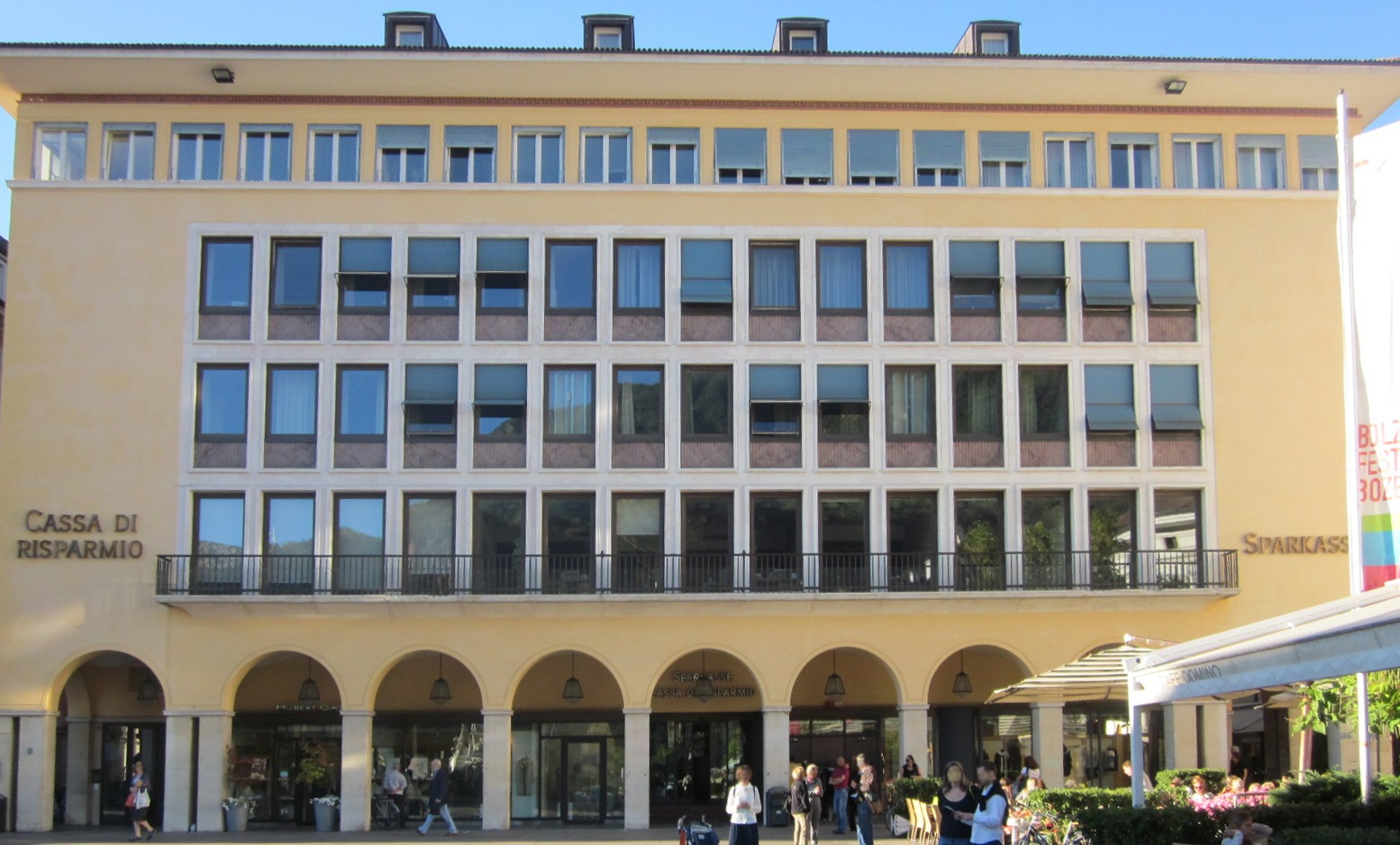
La filiale della Cassa di Risparmio in piazza Walther a Bolzano

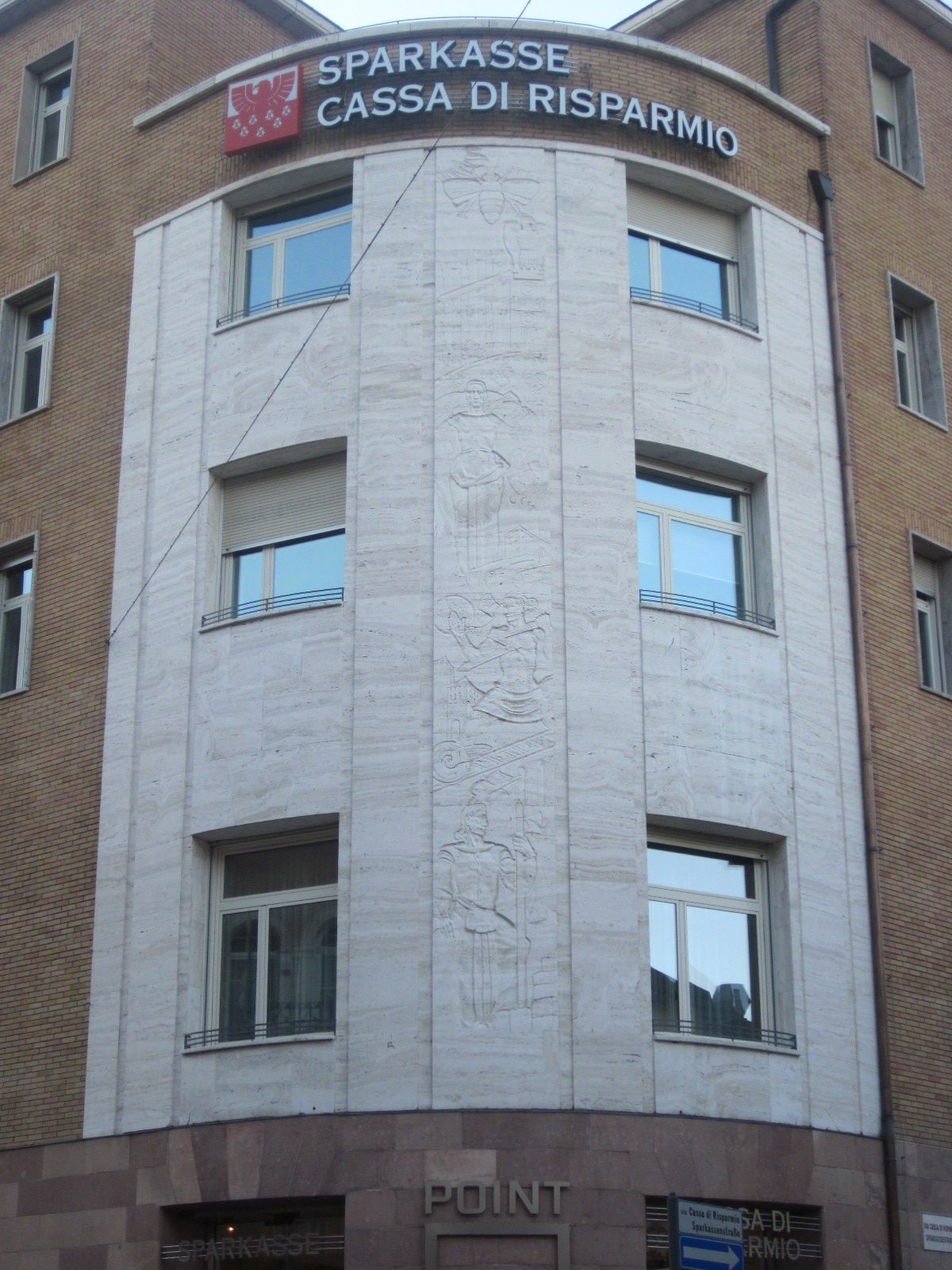
Facciata della sede centrale a Bolzano oggi

La Cassa di Risparmio di Bolzano nacque nel 1854 nella Waaghaus, quale Sparkasse der Stadt Bozen, ed è stata la prima dell'attuale Alto Adige, che all'epoca formava insieme all'attuale Tirolo Settentrionale, orientale ed il Trentino la regione storica del Tirolo. L'attuale conformazione deriva dalla fusione forzata durante il fascismo tra il 1927 e il 1935 fra la Cassa di Risparmio di Bolzano e quelle minori di Brunico, Bressanone, Merano, Silandro, Vipiteno e Ortisei. Nel 1938/39 l'edificio centrale della banca, eretto in via Cassa di Risparmio nel 1907 su progetto neobarocco degli architetti Ludwig di Monaco di Baviera, fu risistemato in stile razionalista per evidenti motivi politici. La Banca era nata come "Sparkasse der Stadt Bozen" (Cassa di Risparmio della Città di Bolzano) che diventa dopo la fusione "Sparkasse der Provinz Bozen" (Cassa di Risparmio della Provincia di Bolzano) e nel 1972 "Landesparkasse der Provinz Bozen" (Cassa di Risparmio della Provincia di Bolzano).
La banca è stata un ente di diritto pubblico fino al 1992, quando è diventata una società per azioni. Oltre ad aderire all'Associazione Bancaria Italiana (ABI), la Sparkasse è socia straordinaria dell'Associazione delle Casse di Risparmio di Austria e Germania.
Nel 2020 Sparkasse continua la diminuzione dei rischi espressa dall’indicatore dell’Npl ratio netto che raggiunge il livello del 1,8% rispetto al 2,3% del 2019.

## Direzione generale
Lista dei direttori (sino al 1935) e dei direttori generali dell'istituto:
- Adalbert von Röggla, 1883–1910
- Hans Oehm, 1910–1914
- Paul Mayr, 1914–1938
- Edoardo Bressan, 1938–1940
- Enzo Fossi, 1940–1960
- Ladislao Laszloczky, 1960–1974
- Hubert Deutsch, 1975–1978
- Franz Obermair, 1979–1991
- Erich Mayr, 1992–2001
- Timothy M. Brooks, 2002–2009
- Peter Schedl, 2009–2014
- Nicola Calabrò, 2015–

## Azionisti
In occasione del cambio di stato giuridico nel 1992, secondo la Legge Amato, nacque la Fondazione Cassa di Risparmio di Bolzano, che inizialmente era proprietaria del pacchetto azionario. Successivamente la società si è aperta il mercato. Fino al 2004 parte del pacchetto era posseduto dalla Bayerische Landesbank. Oggi la Fondazione è socio di maggioranza della banca.
Quote azionarie della Sparkasse:
- Fondazione Cassa di Risparmio di Bolzano (Stiftung Südtiroler Sparkasse): 65,4%
- altri piccoli azionisti (oltre 22.000): 29,5%
- Fondazione Cariplo 3,3%
- Eurovita Assicurazione S.p.A. 1,8%

## Diffusione
La banca ha sportelli sparsi in tutto l'Alto Adige. Da oltre dieci anni è presente con sportelli anche in Trentino, Veneto (Province di Verona, Belluno, Vicenza, Padova, Treviso e Venezia), Friuli (Udine), ma anche nel Nord Ovest, in Lombardia (Milano, Crema, Desenzano) dove si presenta come "Sparkasse - Cassa di Risparmio" senza la specificazione "Südtiroler / di Bolzano".

## Gruppo
Il Gruppo Cassa di Risparmio di Bolzano controlla la Sparim S.p.A. che opera nel settore immobiliare.